# ويل سميث (لاعب كرة قدم بريطاني)
ويل سميث (بالإنجليزية: Will Smith) هو لاعب كرة قدم بريطاني في مركز الدفاع، ولد في 4 نوفمبر 1998 في ليدز في المملكة المتحدة. لعب مع نادي بارنسلي.